# Roberto Justus +
Roberto Justus + foi um talk show temático brasileiro apresentado pelo empresário e publicitário Roberto Justus. Se caracterizou por misturar entretenimento, entrevistas, reportagens e, eventualmente, música. Em 25 de dezembro de 2016 deixa a grade de programação da emissora oficialmente.

## História
Um especial de final de ano foi ao ar em 17 de dezembro de 2011 como piloto de testes, marcando a volta de Justus à Record depois de uma passagem de dois anos pelo SBT. Desde seu início, a proposta foi a de ser um programa de entrevistas cujo fio condutor não fosse o entrevistado em si, mas o tema em discussão. Nesse piloto, Justus abordou a criatividade e entrevistou o também publicitário Nizan Guanaes e o líder da tribo dos Paiter-Suruí, Almir Suruí. Ambos, à época, figuravam no ranking da revista norte-americana  Fast Company. Após aprovado, a estreia oficial do talk show se deu em 12 de março de 2012. Com o tema Fama, Justus entrevistou os apresentadores de TV Hebe Camargo, Marimoon e Rodrigo Faro. A segunda temporada do programa iniciou-se em 18 de fevereiro de 2013. Em 11 de janeiro de 2015, na estreia da quarta temporada, mudou-se para os domingos no mesmo horário, permanecendo pela quinta.

## Entrevistados célebres
Entre os principais nomes já entrevistados no programa, estão:
- a cantora e escritora Heloísa Faissol
- o diretor Fernando Meirelles;
- o ex-jogador de futebol Ronaldo Nazário;
- o jogador de futebol Neymar Júnior;
- a apresentadora Hebe Camargo
- a modelo internacional Ana Beatriz Barros;
- o presidente do Google no Brasil, Fabio Coelho;
- o artista plástico Romero Britto;
- o ex-piloto de Fórmula 1 Emerson Fittipaldi;
- o campeão de Fórmula Indy Tony Kanaan;
- o maestro João Carlos Martins.